# 宁夏卫
宁夏卫，明朝时设置的卫所。
洪武五年（1376年）首次設置，不久廢除。洪武二十六年（1393年）再度設置，治所在今宁夏回族自治区银川市。属陕西都指挥使司。宁夏巡抚驻此。洪武二十八年废；永乐元年（1403年）又置。
清朝雍正二年（1724年），改置为宁夏府。

## 外部連結
[在维基数据编辑]
 《欽定古今圖書集成·方輿彙編·職方典·寧夏衛部》，出自陈梦雷《古今圖書集成》